# Rocca delle Vene
Rocca delle Vene fu un antico castello situato nell’Abruzzo aquilano posto all'estremità nordorientale del contado aquilano tra le alture dei Monti della Laga, confinante con il territorio di Campotosto e Pedicino nell’Aquilano e con la montagna di Roseto nel versante teramano del massiccio della Laga. Nel XIII secolo è stato uno dei castelli che hanno partecipato alla fondazione dell'Aquila ottenendo un locale nel quarto di San Pietro.

## Geografia fisica
Il castello di Rocca delle Vene era situato poco a nord della attuale località di Ortolano di Campotosto, ad un'altitudine posta tra i 1100 e i 1300 metri ca. s.l.m., il cui territorio è attualmente in parte occupato dalla parte sudorientale del bacino del lago di Campotosto.

## Storia
Le notizie su Rocca delle Vene sono scarne; la prima citazione nota risale a documentazioni del XIII secolo quando risultava uno dei castelli sui quali esercitava la giurisdizione quasi vescovile l’arciprete di San Vittorino. Intorno al 1318 subì, insieme alle vicine Vio e Pedicino, gravi devastazioni dagli uomini di Amatrice in risposta alle offese provenienti dagli Aquilani, cui partecipò anche Buccio di Ranallo, causando molte vittime, per le quali Carlo duca di Calabria punì questi ultimi con la sanzione di 6000 once d’oro.
Nel villaggio era presente la chiesa o badia di S. Leo o Leone magno.
Nel XIII secolo partecipò alla fondazione dell'Aquila ma nel XV secolo a causa delle turbolenze e dei disordini in atto nel contado aquilano, il castello risultava già desolato e i suoi pascoli dati in affitto.
Nella metà del secolo XVIII veniva posseduta dalla città dell'Aquila per estinzione dei focolieri, cioè delle famiglie, del castello.